# 双子隷嬢
『双子隷嬢』（ふたごれいじょう）は、2008年1月25日にWindows 2000/XP/Vista向けにWest Visionより発売された日本の18禁アドベンチャーゲーム。

## ストーリー
ファッション業界の大手である祁答院（けどういん）グループの裏の顔、敵対企業に対する諜報活動を手がける暗躍部に所属する鏡 結平は、祁答院グループにとって最大のライバル企業であり、個人的にも恨みを抱く大宮司（だいいぐうじ）グループを倒産させる工作指令を受け、5か月におよぶ潜入捜査の末に不正の証拠となる機密情報を盗み出し、ついには大宮司グループを壊滅させることに成功した。
大宮司グループの総帥・大宮司 孝の双子の娘、大宮司 愛香と大宮司 梨恵は、逃げ回っていたが、ついには捕らわれの身となってしまう。
そして、結平に、上司である暗躍部室長の津田 閑から、お得意様に売り渡すまでに、大宮司姉妹を従順な奴隷になるように調教するよう命令を出す。

## 登場人物
鏡 結平（かがみ きっぺい）
本編の主人公。幼少期に大宮司グループの総帥、大宮司孝の狡猾なやり口で両親が死に追い込まれており、大宮司に対する復讐心でこれまで生きてきた。祁答院グループ暗躍部に所属する企業スパイで、二本柳 光という偽名で使用人として大宮司邸に潜入し、機密情報を盗み出し大宮司グループを壊滅させた。己の『直感』を何より信じており、そのスキルを支柱に生きている。重度のヘビースモーカーで、日記を書くのを日課としている。
大宮司 愛香（だいぐうじ まなか）
声：桜井みほ
大宮司孝の愛娘で、母親は出産と同時に命を失っている。梨恵の双子の姉。苦労を知らないお嬢様らしく傲慢で高飛車。人を遠ざけるような尊大な態度を回りに振舞っている。妹の梨香を何よりも大事に思っている。
大宮司 梨恵（だいぐうじ りえ）
声：青川ナガレ
愛香の双子の妹。姉とは対照的に人を疑うことを知らない性格で、世間知らずで無垢。本人は悪意は無いのだが、その世間知らずな発言が他人の顰蹙を買うこともある。
津田 閑（つだ しず）
声：つきのきらら
祁答院グループ暗躍部の室長で、結平の上司。他人に内情を悟られないために、常に笑顔という分厚い皮を被っている。結平には『威圧』と『欺騙』を支柱に生きている、と評される。

## スタッフ
- シナリオ：てっど
- 原画：みつるぎ蒼・海賊王女
- 音楽：山本秀樹（ビーツー）

## DVDPG
『双子隷嬢 DVDPG』のタイトルで2008年10月24日に発売された。品番：MAPG-003。